# Antonio Justel
Antonio Justel (Vecilla de la Polvorosa, Zamora, 1943), conocido con el seudónimo Orión de Panthoseas, es un escritor contemporáneo español.

## Biografía
Es abogado y reside en Castro Urdiales, Cantabria (España). En 1975 fue cofundador del Grupo Poesía 4, dentro del ámbito de la Asociación Artística Vizcaína.

## Su obra
Su primer trabajo publicado apareció en Veintitrés voces para un poema, (Colectivo) CLA Bilbao 1976, para continuar en las siguientes obras: 
- Antología Club Internacional de Escritores (Colectivo) Madrid 1981

- “Los siete rostros del amor” (Colectivo) Madrid 1988

- “El grano en mis molinos” (Individual) - ISBN-8476972038-9788476972038, Ediciones El Paisaje, obtiene el premio "El León de oro" -1988

- Antología Poética General (Colectivo) de Carlos Murciano y Carlos María Maínez, Madrid 1990

En 1995, por Se-uba Ediciones, es publicado su libro “Yosel”, (ISBN-978-84-8132-044-2) 
En 1996, con el libro “Del agua y del fuego”, (ISBN-8486064023) publicado en 1997, obtiene el Premio Nervión de Poesía, convocado por la Sociedad "El Sitio de Bilbao". 
Por tanto, es coautor de 4 libros colectivos de poesía y autor individual de 28 libros, 3 inéditos y 25, debidamente registrados, pero inéditos. Dispone asimismo, a título individual y asimismo bajo registro legal, de 24 relatos y 4 novelas, todos ellos concluidos.
Actualmente escribe poesía, relato y novela.tm